# إدموندو باس سولدان
خوسيه إدمندو باس سُلدان (بالإسبانية: José Edmundo Paz Soldán) كاتب بوليفي ولد في مدينة كوتشابمبا البوليفية سنة 1967 وهو أحد الكتاب البارزين لما يسمى بأدب الماكوندو.

## السيرة الذاتية
أبوه راؤول باس سولدان ديس دى ميدينا، وأمه لوسيا أبيلا، درس في مدرسة دون بوسكو بكوتشابمبا.
وطبقاً له فأنه قد بدأ «الكتابة بجدية» في خلال فترة مراهقته - عندما كان في التاسعة عشرة من عمره في بوينس آيرس. وكان حينها يدرس مجال العلاقات الدولية. وبذلك ظهرت أولى إنتاجاته الأدبية في مسقط رأسه كوتشابامبا في وقت كانت الكتابة لا تزال بالنسبة له وسيله للتسلية وظهرت في جريدة الأوقات أثناء فترة دراسته.
درس العلوم السياسية في جامعة ألاباما في مدينة أونتسبيي عن طريق منحة حصل عليها كلاعب لكرة القدم وتخرج منها في عام 1991 م وفي عام 1997 م نال شهادة الدكتوراه في اللغة والآداب المكتوبة باللغة الإسبانية من جامعة بركلى وكانت هذه الرسالة تدور حول حياة وأعمال الثيدس أرجيداس. وفي العام 2007 م ترأس أول مسابقة لجائزه والتي حصل عليها التشيلى ارتورو فونتاين تالابيرا.

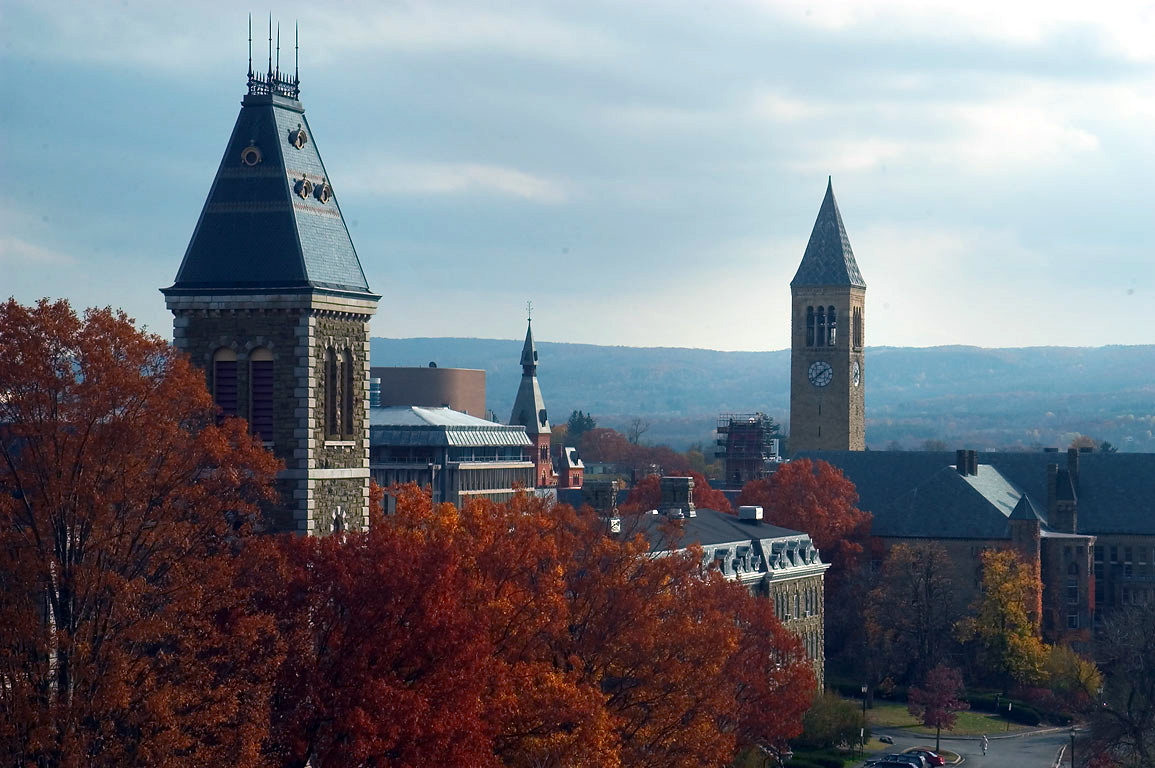
جامعة كورنيل، الولايات المتحدة الأمريكية

وهو كاتب صحفي لعمود ذو مواضيع ثقافية وسياسية في الجرنال اليومي التشيلي «لا تيرسيرا». وأيضاً قام بالكتابة للعديد من الصحف مثل البلد «إلبَيايس» وذا نيويورك تايمز وإتيكيتا ني‍چ‍را. كما قام بترجمة بعض الأعمال عن الإنجليزية مثل «جعجعة بلا طحن» لشكسبير و«بائع الأحلام» للكاتب الأمريكي من أصل إكواتوري إرنيستو كينيونيس. وقد تمت ترجمة أعماله للعديد من اللغات وظهرت في مقتطفات في العديد من بلاد أوروبا وأمريكا. ومنذ عام 1991 م وهو يمكث في الولايات المتحدة الأمريكية ويقوم بتدريس أدب أمريكا اللاتينية في جامعة كورنيل. ينتمي باث سولدان لاتجاه روائي جديد ظهر في أمريكا اللاتنية والذي يجسد في أعماله مدى تأثير وسائل الإعلام العامة والتكنولوجيا الحديثة في واقع المواطنين في القارة اللاتينية.

## الأعمال

### القصص
- أقنعة العدم، عام 1990 م
- اختفاءات، عام 1994 م
- غراميات مشوهة، عام 1998 م
- ستيب، عام 2010 م

### الروايات
- أيام من ورق، عام 1992 م
- حول البرج، 1997 م
- النهر الهارب، عام 2008,1998
- أحلام رقمية، عام 2000 م
- مادة (ماهية) الأمل، عام 2001 م
- هذيان تورنغ، عام 2003 م
- القصر المحروق، عام 2006 م
- الأحياء والأموات، عام 2009 م
- الشمال، عام 2011 م

### مقالات ونقد
- أدب أمريكا اللاتينية وإعلام الجمهور، (مع ديبرا ا كاستيو)
- الثيدس أرجيداس والفن القصصي للأمة المريضة.

### أخرى
- فلنتحدث الإسبانية، عام 2000 م (مع البرتو فوجتي)
- بولانيو سالباخي، عام 2008 م (مع جوستابو فابيرون)

## جوائز
- جائزة أريش جوتينتاج عام 1990 م عن روايته أيام من ورق. (بوليفيا)
- جائزة خوان رولفو عام 1997 م عن قصة دوتشيرا.
- الجائزة القومية للرواية في بوليفيا عام 2002 م عن روايته اوهام تورنغ.
- منحة جوجيايم عام 2006 م.

## وصلات خارجية
- الموقع الرسمي لباث سولدان
- مقتطفات من حياة الكاتب
- مدونة إدمندو باس سلدان
- مؤلفات باث سولدان دار النشر الفاغوارا
- فيديو مقابلة مع باث سولدان
- رواية النهر الهارب